# 里奇蘭鎮區 (堪薩斯州考利縣)
里奇蘭鎮區（英語：Richland Township）為美國堪薩斯州考利縣轄下的鎮區。2010年美国人口普查中該鎮區人口有196人。

## 地理
里奇蘭鎮區涵蓋總面積為108.1平方（41.7平方英里），境內沒有已建制定居點。

### 溪流
通過此鎮區的溪流有：
- 里奇蘭溪（Richland Creek）

## 人口統計
根據2010年美國人口普查，里奇蘭鎮區人口有196人，住房92戶，人口密度為1.81人/每平方公里。此鎮區居民之種族中，白人佔98.98%，非裔美國人佔0%，美洲原住民佔0%，亞裔美國人佔0%，太平洋島裔美國人佔0%，其他種族佔0%，混血種族則佔1.02%。而西班牙裔或拉丁裔美國人佔此鎮區人口的0%。

## 外部連結
- USGS Geographic Names Information System (GNIS) （页面存档备份，存于）
- City-Data.com （页面存档备份，存于）